# Efeški sabor
Efeški sabor bio je Treći ekumenski sabor Crkve, a održan je 431. u gradu Efezu u Maloj Aziji, za vrijeme vladavine bizantskog cara Teodozija II., unuka Teodozija I. Velikog koji je bio sazvao Prvi carigradski sabor. Sazvan je kako bi se razriješilo pitanje nestorijanstva i pelagijanstva, a na njemu i službeno utvrđeno da Mariji, majci Isusovoj pripada naslov »Bogorodica.«

## Prethodni događaji
Nestorije (oko 386. – 451.), koji je pripadao antiohijskoj Crkvi, postao je 428. carigradski patrijarh. Nastojeći racionalno protumačiti i razumjeti utjelovljenje božanskog Logosa, druge osobe Presvetog Trojstva, to jest Isusa Krista, naučavao je da su ljudska i božanska bit u Isusu podijeljene, tako da bi u njemu postojale dvije osobe: čovjek Isus Krist i božanski Logos. Stoga su Nestorije i njegovi sljedbenici, tvrdili da se ne može reći da je Bog patio ili da je Bog razapet. Isto tako, nisu prihvaćali da je Marija mogla roditi Boga, nego samo čovjeka Isusa. Zbog toga su odbijali Marijin naslov »Bogorodica« (grč. Theotokos), a predlagali da joj se pripiše naslov »Kristorodica« (grč. Christotokos). Takvo učenje, koje je naglašavalo ljudsku dimenziju u Isus a umanjivalo božansku, naziva se nestorijanstvo.
Takav je antiohijski način razmišljanja nailazio na oštre kritike u aleksandrijskoj teološkoj školi, čiji je glavni predstavnik bio Ćiril Aleksandrijski. Između 26. siječnja i 24. veljače 430. Ćiril piše pismo Nestoriju u kojem iznosi svoje učenje o Utjelovljenju i Mariji kao Bogorodici.
Danas se misli da je, više nego pitanje vjere i nauka, ovdje bilo pitanje različitih mentaliteta i kultura. Usto, u Antiohiji se koristio sirski jezik koji pripada semitskoj skupini jezika, pa se mnogi grčki nazivi na njega nisu mogli točno prevesti. Tako ni razlikovanje između biti, osobe i naravi nije u Antiohiji imalo isto značenje kao u Carigradu ili Aleksandriji.
Osim nestorijanstva, u sjevernoj Africi pojavilo se i krivovjerje nazvano pelagijanstvo koje je naučavalo da istočni grijeh nije utjecao na ljudsku narav, nego je Adamov grijeh samo pružio loš primjer čovječanstvu. Sam čovjek, prema tome učenju, mogao je i dalje, bez Božje pomoći, izabrati dobro ili zlo. Tome se učenju usprotivio sveti Augustin, te je ono već bilo osuđeno na mjesnim sinodima.

## Tijek sabora
Sabor je sazvao car Teodozije II., a predsjedao mu je Ćiril Aleksandrijski, koji je započeo rad sabora 22. lipnja 431., prije nego što su uspjeli stići predstavnici antiohijskog patrijarhata. Već je i izbor Efeza kao mjesta održavanja sabora bio znakovit. U tom je gradu, naime, bilo veliko svetište Marijino, jer se vjerovalo da je ondje provela velik dio svoga života nakon Isusova uskrsnuća, dok se za nju brinuo Isusov učenik sveti Ivan Evanđelist. To je morao biti snažan pritisak na one koji su htjeli umanjiti Marijinu ulogu.
Na ovom prvom zasjedanju sabora Nestorije se nije pojavio, jer je čekao dolazak svojih saveznika iz Antiohije, koje je vodio antiohijski patrijarh Ivan. Na tom je zasjedanju osuđen nestorijanski nauk, te je odlučeno da je Krist samo jedna osoba s dvije neodvojive naravi, i da je Marija Bogorodica. Na saboru je pročitano i potvrđeno Ćirilovo pismo Nestoriju  izvorni tekst na WikIzvoru: tekst. Ćiril je nastojao i oko izglasavanja odluke kojom bi se svrgnuo i ekskomunicirao Nestorije.
27. lipnja stiglo je izaslanstvo iz Antiohije, predvođeno patrijarhom Ivanom, te je odmah započelo s paralelnim zasjedanjem sabora na kojem je Ćiril optužen kao arijanac, te se tražila njegova osuda i svrgavanje.
10. srpnja stižu izaslanici pape Celestina I., biskupi Arkadije i Projekt, te papin osobni predstavnik Filip, koji potvrđuju sjednicu sabora održanu 22. lipnja, a s njome i Nestorijevu osudu.
Car Teodozije odlučuje svrgnuti i Ćirila i Nestorija, te ih baca u tamnicu, no kasnije ga papini izaslanici uvjeravaju da prihvati odluku sabora koji je osudio Nestorija, puštajući Ćirila na slobodu. Ćiril odlazi u Aleksandriju, a Nestorije se povlači u jedan antiohijski manastir.

## Ostale odluke sabora
Efeški je sabor preuzeo i potvrdio odluke mjesnih sinoda u sjevernoj Africi, čime je konačno osuđeno pelagijanstvo, a ekskomuniciran njegov glavni predstavnik, Celescije. Usto, sabor je potvrdio vrijednost kanona Prvog nicejskog sabora, utvrđujući trajnu vrijednost Nicejskoga vjerovanja  izvorni tekst na WikIzvoru: tekst.

## Kanoni Efeškog sabora
Efeški sabor donio je osam kanona:
1) odluka o proglašenju Celescija (pelagijanca) heretikom;
2) odluka o svrgavanju i isključenju iz staleža svih biskupa koji ne prihvate odluke sabora o nestorijanstvu;
3) oduzimanje ovlasti nestorijanskih biskupa nad pravovjernim klericima;
4) odluka o svrgavanju svih budućih klerika koji bi pristali bilo uz Celescija, bilo uz Nestorija;
5) odluka o nevaljanosti ponovnog primanja u klerički stalež neobraćenih nestorijanaca od strane Nestorija ili njegovih sljedbenika;
6) odluka o ekskomuniciranju svih koji se ne pokore odlukama Efeškog sabora (za ovaj je kanon trebala osobita hrabrost, jer se još nije znalo kojoj će se strani prikloniti sâm car);
7) odluka o osudi svih koji bi sastavili neko drugo vjerovanje različito od onog nicejskog;
8) odluka o očuvanju vlastitih prava pojedinih crkvenih pokrajina.

## Značenje sabora
Efeški sabor prvi je u nizu općih crkvenih sabora koji su se bavili kristološkim pitanjima. Tu je stvoren temelj svim budućim definicijama druge osobe Presvetog Trojstva.
Ipak, ovaj je sabor doveo i do prvog velikog raskola u Crkvi koji postoji do danas. Naime, 484. Sinod perzijske Crkve (Katolikat Seleucije-Ktesifonta, danas Asirska Crkva Istoka) odlučio je Nestorijev nauk preuzeti kao obvezujući. Jedan od razloga takve odluke bila je i želja perzijske Crkve da se pokaže lojalnom Perzijskom carstvu koje je često ratovalo s Bizantom. Ta je Crkva u sljedećim stoljećima doživjela velik misijski zamah, te se proširila do Indije i Kine. Širenje islama i mongolska osvajanja, a posebice pokolj što ga je izveo Timur Lenk, naznačili su kraj toga nestorijanskog misijskog poleta. Danas su ostali tek neznatni tragovi prisutnosti te Crkve koju su na Zapadu kroz povijest nazivali »nestorijanskom«, premda ne slijedi čisti Nestorijev nauk.